# 茨城県立日立北高等学校
茨城県立日立北高等学校（いばらきけんりつ ひたちきたこうとうがっこう）は、茨城県日立市川尻町六丁目に所在する公立の高等学校。

## 設置学科
- 普通科

## 概要
学校の創立年が1981年であり、茨城県下の高校としては歴史は新しい。進学率の9割近くが大学進学者である。主な進学先として国公立大学では地元茨城大学をはじめ、北は北海道から南は沖縄まで自分に合っている大学への進学が可能。また、同校では私立大学進学者が国公立大学進学者を上回っている。
通称は「日北（にっぽく）」である。「北高（きたこう）」と言う者も少なくないが、「北高」というと主に茨城県北では茨城県立北茨城高等学校を示す場合もある。
校訓は、「誠実」「克己」「創造」。そのほか建学精神として「継続は力なり」「文武不岐」を掲げ、進学目標を「第一志望」「現役主義」としている。
校歌は、作詞家・高木東六の作である。
2年次から文系と理系クラスに分かれ、各一クラスずつ「特化」と呼ばれる主に国公立大・難関私大を目指す特化クラスが設置される。3年次になると文系I型 II型、理系III型 IV型に分かれる。I型は国公立大学文系、II型は私大文系志望者が所属し、III型は理工系の国公立大、私大志望者が数IIIまで履修する。IV型は農学系・医療系の志望者で数IIIまで履修せず、数IIBまでの履修となる。
近年では、理系に1クラス男子のみで構成されるクラスが設置されている。
標準制服はグレーのブレザーにグレンチェックのズボン及びスカート。人気が高く、雑誌等で全国ランキングに掲載されるほどで、制服目当てで入学する者も多い。

## 沿革
- 1979年
  - 8月8日 - 日立市が新設高校誘致を請願
  - 10月26日 - 昭和54年第3回県議会において上記請願が採択される
- 1980年
  - 5月8日 - 日立市から建設用地借用使用申し入れ
  - 7月25日 - 管理棟普通教室棟工事着工
  - 8月25日 - 格技場工事着工
  - 10月11日 - 茨城県立学校設置条例の一部を改正する条例（条例第57号）により本校設置を議決
  - 12月1日 - 茨城県立日立北高等学校開設準備職員4名発令
  - 12月25日 - 県教委告示第15号生徒募集全日制普通科270名
  - 12月27日 - 体育館工事着工
- 1981年
  - 3月15日 - 管理棟、普通教室棟、格技場竣工
  - 4月7日 - 第1回入学式挙行 入学生275名
  - 5月30日 - 特別教室棟工事着工
  - 9月7日 - 体育館竣工
  - 11月12日 - 開校式挙行
- 1982年3月17日 - 特別教室棟竣工
- 1984年
  - 10月9日 - 体育館増築工事着工
  - 10月24日 - 校舎増築工事着工
- 1985年
  - 2月28日 - 体育館増築工事完成
  - 3月1日 - 校舎増築工事完成
- 1986年5月23日 - 部室竣工
- 1990年
  - 11月6日 - ブライトホール新設工事着工
  - 11月10日 - 創立10周年記念式典挙行
- 1991年7月10日 - ブライトホール竣工
- 2001年11月11日 - 創立20周年記念式典挙行
- 2002年 - 生徒定員760名
- 2019年 - 2年生スキー学習を沖縄への修学旅行に変更。
- 2020年-創立40周年記念講演を実施。鹿島アントラーズCROの中田浩二を招き講演会を実施した。[1]

## 部活動

### 部活動
部は毎年変化しているため、現在は廃部になっているものもある（以下は2021年3月31日現在）。

#### 運動部
- 野球部
- サッカー部
- 陸上部
- バスケットボール部
- 山岳部
- 卓球部
- 剣道部
- バドミントン部
- テニス部
- 柔道部（現在、部員0人のため活動はしていない）
- 弓道部
- ソフトテニス部

#### 文化部
- 吹奏楽部
- 茶道部
- 科学部
- 美術部
- 書道部
- 家庭調理部
- 演劇部（現在、部員が少ないため活動はしていない）
- JRC部

## 交通
- JR常磐線十王駅下車 徒歩15分

## MV撮影現場
日本の4人組人気ロックバンドAlexandrosの人気曲「ワタリドリ」のMV撮影現場である。

## 著名な出身者
- マシコタツロウ（ミュージシャン）
- 滝善充(ミュージシャン、9mm Parabellum Bullet)